# Prodorylaimus brasiliensis
Prodorylaimus brasiliensis är en rundmaskart. Prodorylaimus brasiliensis ingår i släktet Prodorylaimus och familjen Dorylaimidae. Inga underarter finns listade i Catalogue of Life.